# ISO 3166-2:HK
ISO 3166-2:HK是國際標準化組織訂定香港各行政區的代碼，屬於ISO 3166-2的子集，同時也屬於訂定中國行政區的代碼的ISO 3166-2:CN的子集。
目前此國際標準化組織並未爲香港的各行政區訂定任何代碼，此碼為空白代碼。